# 卡柳梅特縣 (威斯康辛州)
卡柳梅特县（英語：Calumet County）是位於美国威斯康辛州東部的一個縣，面積1,028平方公里。根據2020年美國人口普查統計，共有人口52,442人。縣治奇爾頓。該縣成立於1836年12月7日，縣政府成立於1850年；縣名來自一座梅諾米特人的村落 （名字來是借用法语的牧笛來形容印第安人的笛子）。